# Wacław Soldan
Wacław Karol Soldan (ur. 8 grudnia 1912 w Krakowie, zm. 3 września 1939 pod Pszczyną) – polski lekkoatleta.

## Życiorys
Specjalizował się przede wszystkim w biegu na 3000 m z przeszkodami, ale startował także w biegach średnich i długich.
Urodził się w ubogiej rodzinie robotniczej. Ukończył szkołę podstawową, po czym został czeladnikiem introligatorskim w 1932. Uprawiał lekką atletykę od 1933 w barwach Cracovii.
Startował w Mistrzostwach Europy w 1938 w Paryżu, gdzie zajął 8. miejsce w biegu na 3000 m z przeszkodami. Siedem razy brał udział w meczach międzypaństwowych reprezentacji Polski startując na 1500 m, 5000 m i 3000 z przeszkodami (2 zwycięstwa). Pięciokrotnie ustanawiał rekordy Polski na 3000 z przeszkodami (w 1937 jako pierwszy Polak przebiegł ten dystans poniżej 10 minut) i w sztafecie 4 x 1500 m.
Cztery razy był mistrzem Polski:
- bieg na 3000 m z przeszkodami – 1934, 1937 i 1938
- sztafeta 3 x 1000 m – 1937

Siedem razy był wicemistrzem:
- bieg na 800 m – 1937 i 1938
- bieg na 1500 m – 1934, 1937 i 1939
- bieg na 5000 m – 1939
- sztafeta 3 x 1000 m – 1938

Był także brązowym medalistą na 5000 m w 1938.
Zdobył trzy tytuły halowego mistrza Polski (3000 m w 1938 i 1939 oraz sztafeta 3 x 800 m w 1934. Był również czterokrotnym wicemistrzem (na 800 m w 1938, na 3000 m w 1935 i w sztafecie 3 x 800 m w 1935 i 1939).
Rekordy życiowe:
- bieg na 800 m – 1,57,8
- bieg na 1500 m – 3.59,4
- bieg na 3000 m – 8.34,0
- bieg na 5000 m – 14.59,0
- bieg na 3000 m z przeszkodami – 9.43,0

W kampanii wrześniowej walczył w składzie 20 Pułku Piechoty. Poległ 3 września w walkach pod Pszczyną.